# Grad Eltz
Grad Eltz (nemško Burg Eltz) je srednjeveški grad nameščen na hribu nad reko Mozelo med Koblenzom in Trierjem v Nemčiji. Še vedno je v lasti veje iste družine (družina Eltz), ki je živela v 12. stoletju, pred 33 generacijami. Grad Bürresheim, grad Eltz in grad Lissingen so samo gradovi na levem bregu Rena v Porenju - Pfalški, ki nikoli niso bili uničeni.

## Lokacija
Grad je obdan na treh strani z reko Elzbach, pritokom Mozele na severni strani. Nahaja se na 70 m visokem skalnem ostrogu, na pomembni rimski trgovski poti med bogatimi kmetijskimi površinami in njihovimi trgi. Gozd Eltz je bil razglašen za naravni rezervat z rastlinskimi in živalskimi habitati in Natura 2000. 

## Opis
Grad je tako imenovani ganerbni grad ali grad, ki pripada skupnosti skupnih dedičev. To je grad razdeljen na več delov, ki pripadajo različnim družinam ali različnim vejam družine. To se običajno zgodi, ko več lastnikov enega ali več ozemelj, skupaj zgradijo grad kot hišo zase. Le zelo bogati srednjeveški evropski gospodarji so si mogli privoščiti, da so si zgradili grad na svojem zemljišču; mnogi od njih so imeli v lasti le eno naselje, ali celo le del vasi. To je bila nezadostna osnova za to, da so si lahko privoščili grad. Taki gospodje so živeli v viteških hišah, ki so bile preproste hišo, komaj kaj večje od tistih, svojih najemnikov. V nekaterih delih Svetega rimskega cesarstva nemške naroda, je dedno pravo zahtevalo, da se posestvo razdeli med vse naslednike. Ti nasledniki, od katerih je bila vsaka posamezna dediščina premajhna, da bi si zgradili svoj grad, so si lahko zgradili grad skupaj, kjer je vsak imel v lasti en ločen del za stanovanje, vsi skupaj pa so si delili obrambno utrdbo. V primeru Eltz je družina sestavljena iz treh vej in obstoječi grad je bil okrepljen s tremi ločenimi kompleksi stavb.
Glavni del gradu sestoji iz družinskih delov. Ob do osmih nadstropjih, teh osem stolpov doseže višino med 30 in 40 metri. So utrjeni z močnimi zunanjimi zidovi; na dvoriščni strani pa predstavljajo delni okvir. Okoli 100 članov lastnikov družin živi v več kot 100 sobah v gradu.

## Zgodovina
Platteltz, romanski bivalno-obrambni grad, je najstarejši del gradu, ki je nastal v 9. stoletju kot preprosta graščina z zemeljsko palisado. Od leta 1157 je bila trdnjava pomemben del imperija pod  Friderikom Barbarosso, ki je stal na trgovski poti iz doline Mozele in  regije Eifel.  Leta 1472 jo je družina Rübenach dokončala v poznem gotskem slogu. Izjemne so Rübenachova spodnja dvorana, dnevna soba in Rübenachova spalnica s svojimi razkošno okrašenimi stenami.
Med letoma 1490 in 1540 je bila zgrajena Rodendorfova hiša, tudi v poznem gotskem slogu. Vsebuje obokano "sobo zastav".
Kempenichovo hišo so končali okoli leta 1530. Vsaka soba tega dela gradu se lahko ogreva, v drugih gradovih lahko ogrevajo le eno ali dve sobi.

## Danes
Domovi Rübenachov in Rodendorfov v gradu so odprti za javnost, medtem ko veja družine Kempenich uporablja drugo tretjino gradu. Javni del je odprt sezonsko, od aprila do oktobra. Obiskovalci si lahko ogledajo zakladnico, z zlatom, srebrom in porcelanskimi predmeti in orožarno ter oklepe. 

## V popularni kulturi
Od leta 1965 do leta 1992 je bila gravura gradu Eltz upodobljena na bankovcu za 500 nemških mark. 
Začetni dogodki Le Feu de Wotan, belgijski strip v seriji Yoko Tsuno, potekajo v gradu Eltz. Grad je bil uporabljen tudi kot zunanjost za izmišljeno ameriško vojaško umobolnico v filmu iz leta 1979, Williama Petra Blattyja, The Ninth Configuration, igral je Stacy Keach.
Grad Eltz je bil navdih tudi v računalniški igri World of Tanks, na zemljevidu Himmelsdorfa in njegovi zimski različici.  Model gradu je bil ponovno uporabljen tudi na zemljevidu Westfielda in Erlenberga.